# Holden Caprice
Holden Caprice — полноразмерный седан, выпускавшийся австралийским автопроизводителем Holden с 1990 по 2017 год. Похожий Holden Statesman, также появившийся в 1990 году как модель классом ниже, нежели Каприс, перестал выпускаться в сентябре 2010 года. Между 1971 и 1984 годами, Holden продавала свои длиннобазные седаны под маркой Statesman.
Statesman и Caprice являются длиннобазными вариантами Commodore, и, по состоянию на 2006 год, были самыми большими заднеприводными седанами, предлагаемыми GM. На международном уровне эти автомобили продавались как Buick Royaum, Daewoo Statesman и Chevrolet Caprice. Кроме того, эти автомобили легли в основу собиравшихся в Китае автомобилей Buick Park Avenue и Bitter Vero.
Основное различие между Statesman и Caprice состоит в комплектациях. Кроме того, на Каприс обычно устанавливались двигатели V8, а не V6. Внешне автомобили также отличаются. В дополнение к большому двигателю V8, в последние годы подвеска автомобиля становится более спортивно-ориентированной (начиная с серии WK, 2003 год). Модифицированная версия Каприса от Holden Special Vehicles выпускалась с 1996 года и получила название HSV Grange. Ранее HSV предлагала модели HSV Statesman и HSV Caprice.
Традиционно в Австралии, Statesman и Caprice были прямыми конкурентами Ford Fairlane и LTD. Тем не менее, решение Форда прекратить выпуск этих моделей в 2007 году оставил Holden без прямого конкурента, по крайней мере до момента запуска Hyundai Genesis в 2015 году. Как было объявлено Holden в 2014 году, австралийское производство, включающее Каприс, прекратится в 2017 году.

## Первое поколение

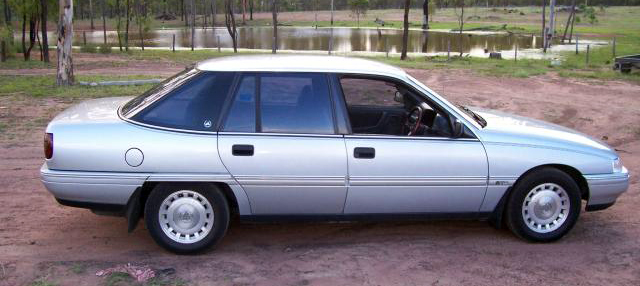
Седан Caprice VQ, 1990—1991

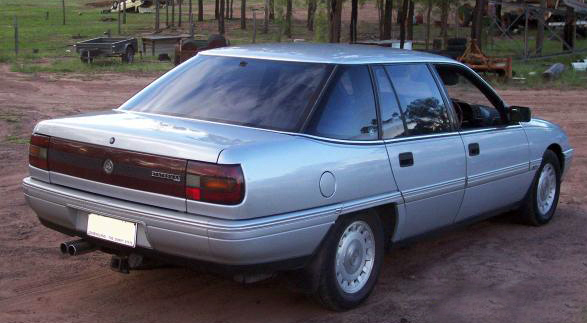
Вид сзади

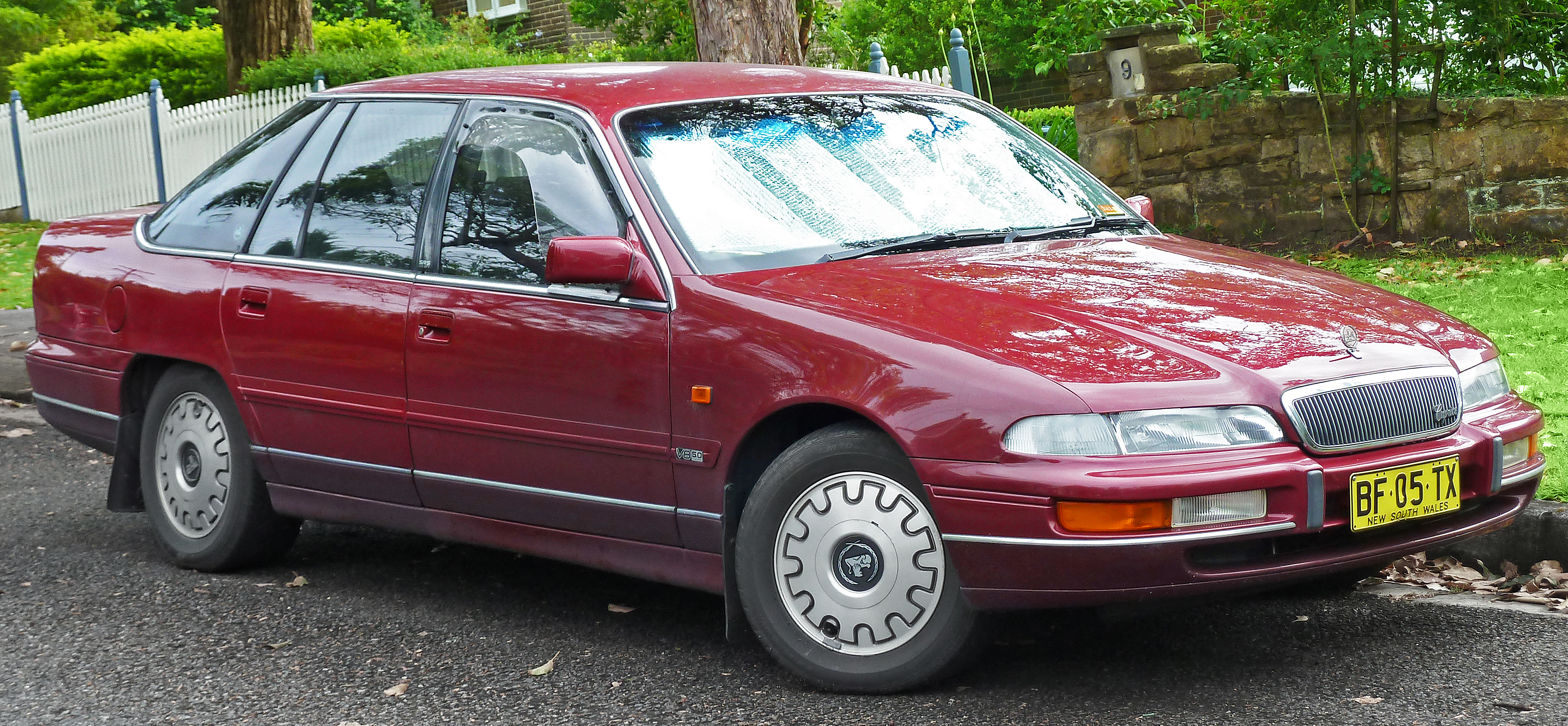
Седан Caprice VR, 1994

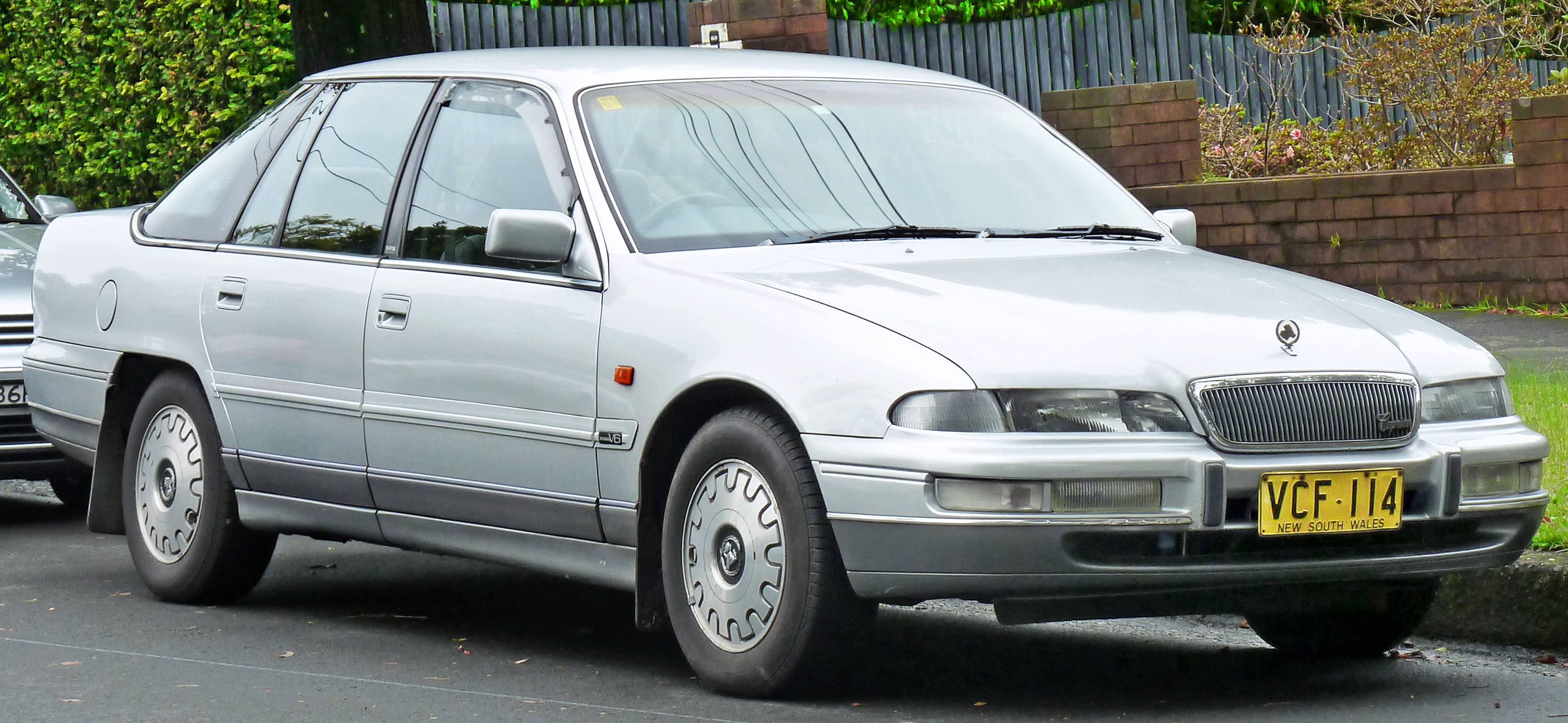
Седан Caprice VS, 1995—1996

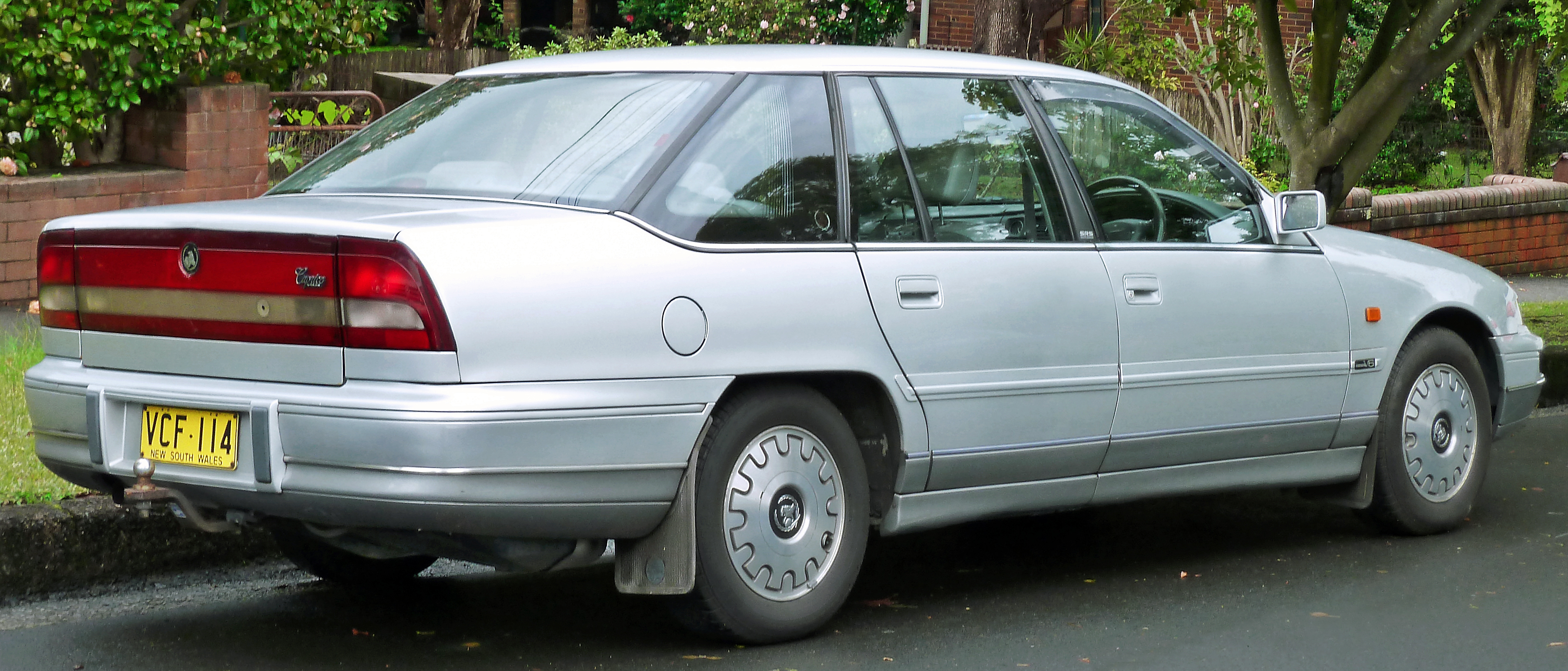
Вид сзади

### VQ
В марте 1990 года, после шестилетнего перерыва с момента окончания производства Statesman, потребность в длиннобазном представительском седане в Австралии привела компанию Holden к возвращению названий Statesman и Caprice. Шасси с длинной колесной базой для VQ было взято от универсала VN Commodore. Короткобазные же модели VN строились на базе Opel Omega A. По сравнению с обычным седаном Commodore, VQ получили дополнительные 110 миллиметров длины, став на 64 миллиметра длиннее первоначального универсала.
Holden приложили много усилий, чтобы отличить Statesman от Commodore, на базе которого она основывалась. Изменилась решетка радиатора, задняя номерная площадка переместилась в бампер, двери и фары перешли от универсала Commodore. Обе модели Statesman и Caprice получили независимую заднюю подвеску, которая стала доступной на VP Commodore только год спустя. Кроме того, в 1991 году, Holden представил модели VQ Series II. Серия II получила антиблокировочную систему тормозов в стандартной комплектации, являвшаяся опцией на Statesman. 170-сильный (127 кВт) двигатель 3800 конфигурации V6 и объёмом 3,8 литра стал стандартным для Statesman. Опционально был доступен 5,0-литровый V8, зарезервированный для Каприс. С двигателями устанавливалась четырёхскоростная автоматическая коробка передач THM700R4.
Holden Special Vehicles предложили несколько различных версий VQ Statesman и Caprice, с улучшенными характеристиками и внешним видом. Эти автомобили получили обозначение HSV Statesman 5000i, SV90 и SV93.

### VR
VR появился в марте 1994 года, и следовал за изменением стандартной модели VR Commodore. Обновленная ходовая часть включала в себя новую автоматическую коробку передач с электронным управлением GM 4L60-E, а также обновленный 3,8-литровый двигатель Buick V6. На двигателе появились подшипники качения в коромыслах клапана, что позволило увеличить степень сжатия. Эти изменения способствовали также увеличению мощности до 170 л. с. (130 кВт) и уменьшению уровня шума и вибрации. В салоне, подушка безопасности водителя вошла в стандартную комплектацию Statesman и Caprice.
В серии VR перестали использоваться отдельные обозначения моделей Statesman и Caprice. Вместо этого, было принято то же самое двухбуквенное обозначение, как на Commodore. Этот же принцип стал применяться и для моделей VS.

### VS
VS был запущен в апреле 1995 года, совместно с обновленной версией Ecotec двигателя Buick V6. Новый двигатель получил на 23 л. с. (17 кВт) больше, по сравнению с VR. Двигатель устанавливался с модифицированной версией автоматической коробки передач GM 4L60-E, в результате чего была достигнута улучшенная приемистость и плавное переключение передач. Серии II и III появились в сентябре 1996 года и в июне 1998 года, получив более закругленную заднюю часть кузова и новые литые диски. Со II серией стал устанавливаться L67, V6 с нагнетателем. Этот двигатель, занявший место между существующими двигателями V6 и V8, имел мощность 221 л. с. (165 кВт), что всего на 4 силы (3 кВт) меньше, чем у V8,, хотя также был доступен 248-сильный (185 кВт) вариант HSV 5,0-литрового V8. Специальная серия Statesman International была доступна в 1995 году.
На Statesman в стандартной комплектации устанавливался проигрыватель компакт-дисков, новые двухступенчатые двери. Пульт дистанционного управления, расположенный на брелоке позволяет отдельно открыть только дверь водителя. Подушка безопасности пассажира вошла в стандартную комплектацию для моделей VS, после появления подушки безопасности водителя на VR. Безопасность автомобиля, которую изучал Научно-исследовательский центр при университете Монаша, была оценена для первого поколения Statesman (VQ-VS) как обеспечивающая «средний уровень» защиты водителя и пассажиров в случае аварии
HSV представил модель HSV Grange в октябре 1996 года (как часть VS серии II) в качестве спортивного варианта Каприс. Собранные в Аделаиде, и законченные HSV в Мельбурне, Grange были доступны в вариантах 185i и 215i, оснащенных 5,0- и 5,7-литровыми двигателями V8 соответственно. VS Grange стал первым Grange, выпущенным HSV, ранее выпускались модели Statesman и Caprice под собственным брендом. Стандартная комплектация VS II Grange включала 17-дюймовые легкосплавные диски, аудиосистему с десятью динамиками и CD-проигрывателем, климат-контроль, кондиционер, водительское сиденье с электрической регулировкой (с настройками памяти), кожаную обивку, круиз-контроль, передние противотуманные фары, кожаный руль, центральный замок с дистанционным управлением, электрические стеклоподъемники и зеркала, телескопический регулируемый руль, бортовой компьютер, люк с электроприводом, внутреннюю отделку под дерево, сигнализацию и иммобилайзер. Варианты 215i также оснащались дифференциалом повышенного трения Hydratrak.